# Музика Ліхтенштейну
Музика Ліхтенштейну тісно пов'язана з австрійською, німецькою та швейцарською музикою. У Ліхтенштейні народився відомий композитор Йозеф Райнбергер (1839–1901), який був наставником Енгельберта Хумпердінка і другом Франца Ліста.
Текст гімну Ліхтенштейну «Oben am jungen Rhein» був написаний у 1850 році Якобом Йозефом Яухом (нім. Jakob Josef Jauch) на музику «Боже, бережи короля», гімну Великої Британії.

## Музичні фестивалі та організації
Часто відвідуваний туристами Ліхтенштейн виступає в ролі господаря багатьох музичних фестивалів, включаючи Дні Гітари (англ. Guitar Days), що проводяться щорічно, та шубертіади, що проходять у Фельдкірху. Фестиваль рок-музики та металу Wavejam Openair проводиться щорічно у Бальцерсі.
Серед музичних організацій — Ліхтенштейнська музична компанія. Радіо Ліхтенштейн — найбільша радіостанція в країні — відома по всій німецькомовній Європі. У Ліхтенштейні понад 4000 музичних асоціацій, таких як Liechtenstein Musical Company і Міжнародне товариство Йозефа Габріеля Райнбергера (англ. International Josef Gabriel Rheinberger Society).

## Музична освіта
Ліхтенштейнська школа музики — найвідоміший музичний навчальний заклад в країні, його штаб-квартира розташована у Вадуці, в будинку, де у 1839 році народився Йозеф Райнбергер. Також Ліхтенштейнська школа музики разом із загальноосвітніми школами організовує музичне навчання школярів.